# Дело Шлитте
Дело Шлитте — судебный процесс над Гансом Шлитте в Любеке в 1548 году.
Ганс Шлитте был купцом из Саксонии. В 1540-х годах он приезжал в Русское государство по своим торговым делам. В апреле 1547 года он удостоился аудиенции у царя  Ивана IV Грозного и получил от него поручение завербовать в Европе и привезти в Москву мастеров и докторов, которые умеют ходить за больными и лечить их, книжных людей, понимающих латинскую и немецкую грамоту, мастеров, умеющих изготовлять броню и панцири, горных мастеров, знающих методы обработки золотой, серебряной, оловянной и свинцовой руды, людей, которые умеют находить в воде жемчуг и драгоценные камни, золотых дел мастеров, ружейного мастера, мастера по отливке колоколов, строительных мастеров, умеющих возводить каменные и деревянные города, замки и церкви, полевых врачей, умеющих лечить свежие раны и сведущих в лекарствах, людей, умеющих привести воду в замок, и бумажных мастеров.
В конце 1547 года Шлитте в качестве царского агента прибыл в Аугсбург. Чтобы его деятельность не вызывала вопросов и подозрений у местных властей, он доложил императору Священной Римской империи Карлу V Габсбургу о поручении царя. Придворный совет императора (рейхсхофрат) решил, что царскому агенту действительно можно позволить набирать специалистов, чтобы установить хорошие отношения с Москвой. В связи с этим император в январе 1548 года выдал Шлитте официальное  письменное разрешение, в котором подчеркивалось, что все нанятые им люди должны принести клятву не поступать на службу к туркам или татарам и не действовать каким-либо иным образом во вред христианам. Император также поручил следить за деятельностью Шлитте.
В Ливонии узнали о вышеуказанных событиях и решили им воспрепятствовать. Уже в апреле 1548 года Иеронимус Коммерстедт, посол архиепископа Рижского Вильгельма, выразил имперским властям официальный протест против деятельности Шлитте. Однако император своего разрешения не отозвал и фактически никаких мер не принял. Тогда ливонские власти решили действовать самостоятельно. Для этого ими была послана миссия в Любек, чтобы захватить Шлитте до того, как он сможет добраться до Ливонии. Архиепископ Рижский Вильгельм также написал своему брату, герцогу Альбрехту Прусскому, что тот должен задержать Шлитте и его товарищей, если они войдут на территорию Пруссии.
Тем временем Шлитте завербовал около 300 человек, среди которых, помимо ремесленников, было 4 теолога, 4 врача, 4 аптекаря, 2 юриста и 5 толмачей (переводчиков).
Специалисты переправлялись на Русь двумя группами. Первая направилась по суше через Пруссию и Ливонию. В Вендене (ныне Цесис, Латвия) вся группа  была арестована. Специалистов продержали в заключении 5 лет, а потом оставили на службе в Ливонии.
Вторая группа с самим Шлитте направлялась к Любеку, чтобы далее отплыть в Ревель. Ливонская конфедерация, боясь, что привезённые Шлитте мастера усилят военный и экономический потенциал Русского государства, просила любекский магистрат сделать всё возможное, чтобы не пропустить Шлитте и его спутников в Москву. В августе 1548 года в Любеке, связанном с конфедерацией ганзейскими соглашениями, Шлитте задержали и инспирировали против него судебный процесс под предлогом того, что последний не вернул бранденбургскому графу Иоахиму II долг в размере 2000 марок. На самом деле граф ещё не требовал уплаты долга. Таким образом, весь судебный процесс получался необоснованным. Но власти Любека заручились тем, что одним из гарантов долга был Ганс Бланкенбург, дворянин из Бранденбурга, который также имел владения в Мекленбурге и который согласился, по крайней мере на начальном этапе, подать жалобу на Шлитте.
Шлитте отказался платить и был посажен в тюрьму. Его помощник Йоханнес Зехендер и 4 слуги поспешили в Москву, чтобы сообщить царю о случившемся, но они были схвачены в Ливонии. Ремесленник Ганц, который пробовал пробраться на Русь на свой страх и риск, был казнён в Ливонии.
Тем не менее, некоторые из сотрудников Шлитте, по-видимому, всё же пробрались в Русское государство. Известно, что в сентябре 1548 года Иоганн Зенель из Ростока, Вольф Вайгель из Страсбурга и Майкл Глейзер из Пассау сообщили властям Любека, что они посетили Русь по поручению Шлитте. Они сказали, что не встречались с царём, так как его в то время не было в Москве, но пояснили, что оставили ему письмо от Шлитте, содержание которого им неизвестно.
Власти Любека отказывались освободить Шлитте даже невзирая на требования императора Карла V Габсбурга. В октябре 1549 года магистр Ливонского ордена добился официальной отмены разрешительного письма императора, выданного Шлитте, хотя фактического значения оно и так уже не имело.
В 1550 году Шлитте бежал из Любека в герцогство Саксония. В 1554 он подал апелляцию в Имперский камерный суд на действия Любека. Ранее он пытался подать в суд даже на Ливонский орден, но эта попытка оказалась безуспешной, так как орден смог отстоять мнение, что действия Шлитте привели бы к заметному увеличению угрозы со стороны Русского государства для Ливонии. Жалоба Шлитте на Любек была рассмотрена камерным судом, но поскольку сам Шлитте постоянно путешествовал по Европе, а городской совет Любека не был заинтересован в ускоренном разбирательстве, процесс продолжался очень неспешно и в 1559 году был прекращён в связи со смертью Шлитте, наступившей ещё ранее в 1557 году.
Ливонская конфедерация проводила скоординированную с немецкими имперскими властями политику по недопущению ремесленников из германских государств на Русь, совместно с Ганзой контролировала её торговые пути. В частности весь торговый обмен с ней европейские купцы должны были осуществлять через ливонские порты Ригу, Ревель и Нарву, товары должны были перевозиться только на ганзейских судах.
Это вызывало сильное недовольство русских властей. Некоторые историки (например, Карамзин) полагают, что дело Шлитте послужило одной из причин начала Ливонской войны.